# Daihatsu Terios
La Daihatsu Terios est un 4x4 produit par le constructeur automobile japonais Daihatsu depuis 1997. Il remplace le Feroza.
Le Terios connait trois générations, dont les deux premières sont commercialisées en Europe.

## Daihatsu Terios III

### Équipement
- De base : 4 vitres électriques, climatisation, direction assisté, 4 airbags, verrouillage à distance, radio-CD 4HP, banquette 40/60
- Sport : en plus : différentiel à glissement limité
- Luxury : en plus : ESP, antipatinage, coussins gonflables de sécurité de type rideaux (« airbags »), volant cuir, rails de toit, antibrouillards, vitrage AR surteinté, sellerie en Alcantara, climatisation régulée, jantes alliage, ordinateur de bord

### Options
- Peinture métal
- GPS
- Radar de recul
- Régulateur de vitesse